# Centro de entrenamiento Miho (hípica)

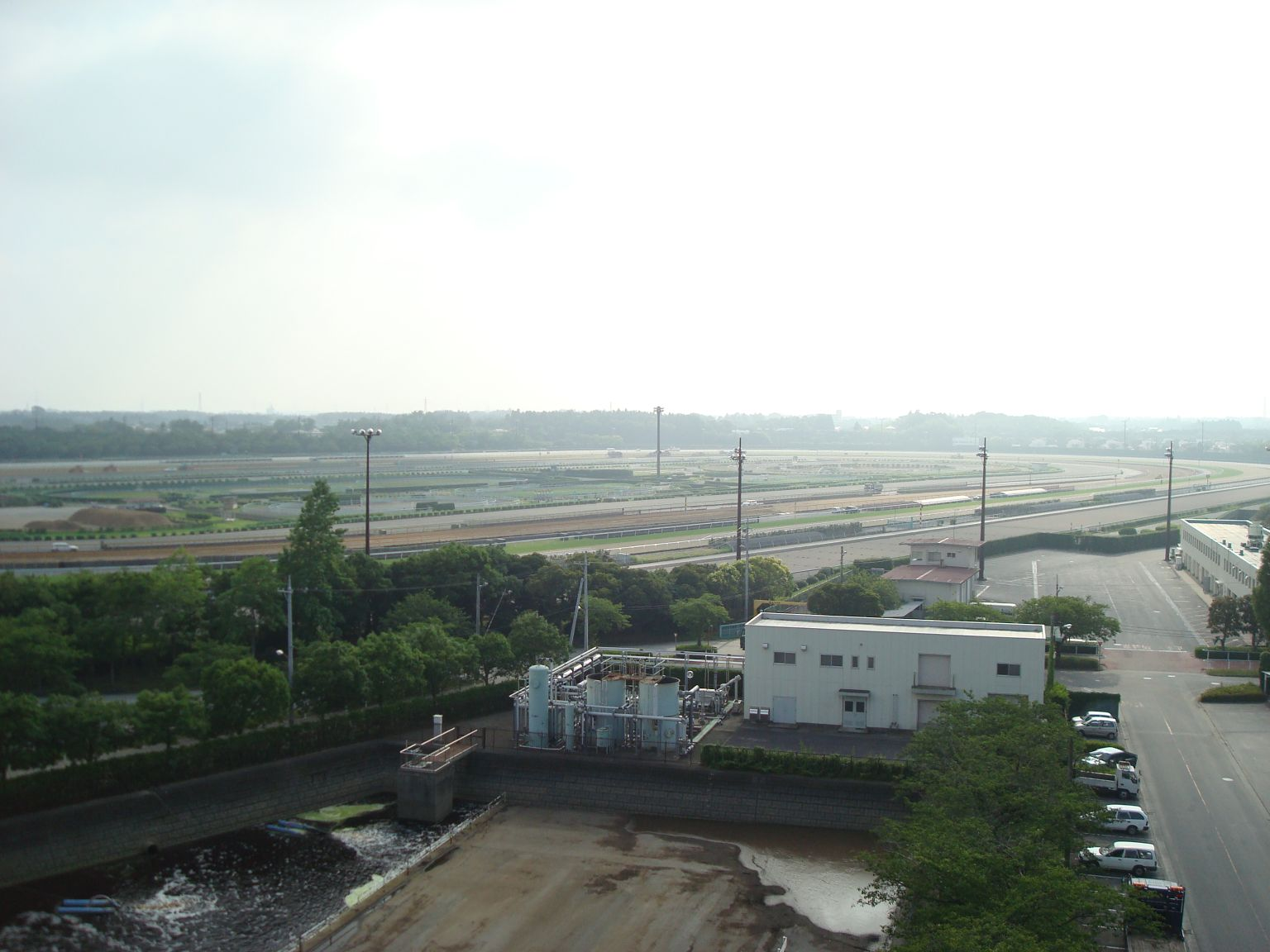
Centro de entrenamiento de caballos en Miho

Centro de entrenamiento Miho (美浦トレーニングセンター Miho torēningu sentā?) es un centro de entrenamiento de caballos para turf (hípica) localizado en la villa de Miho de la Prefectura de Ibaraki en Japón.

## Ubicación del centro en Miho
Dirección: 〒300-0415, 2500-2 Mikoma, Miho, Ibaraki.
Planos y vistas satelitales: 35°59′04.2″N 140°18′29.6″E / 35.984500, 140.308222

## Centros de entrenamiento de caballos
Todos los caballos de carreras de JRA (Japan Racing Association) deben registrarse y ser entrenados en los Centro de Entrenamiento de "Miho" o de "Rittō" (栗東市 Rittō-shi) de la Prefectura de Shiga.
Los caballos que deben correr en los hipódromos son transportados por un vehículo del respectivo centro de entrenamiento y devueltos por el mismo medio, al centro de entrenamiento después de la carrera.
Los Centros de Entrenamiento de Miho y de Rittō cuentan con instalaciones hospitalarias para los caballos con veterinarios. Los hospitales ofrecen facilidades para actividades tales como el diagnóstico y tratamiento de las enfermedades, para tratar lesiones locomotoras que ocurren durante el entrenamiento y las carreras, cuentan con un programa de control epidémico para la prevención de brotes y mantiene una base de datos individuales de la aptitud física de los caballos de carreras.

## Centro de Miho
El centro de entrenamientos de caballos de Miho fue inaugurado en 1978.
Hay aproximadamente 2300 caballos de carreras estabulados en Miho. El centro posee pistas de entrenamiento con diferentes superficies de pista.
Desde su fundación, las instalaciones cuentan con una piscina cubierta, un recorrido cuesta arriba y un paseo marítimo de campo. El recorrido cuesta arriba fue ampliado en 400 metros en 2004, para una longitud total de 1200 metros.
Con el fin de diversificar las instalaciones para entrenamiento, se instaló una pista sintética de Polytrack en 2007.

## Las carreras de caballos en Japón

JRA

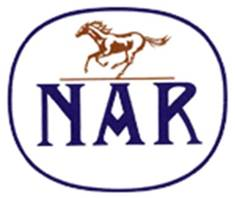
NAR

Las carreras de caballos en Japón son un deporte ecuestre popular.
En Japón, las carreras de caballos son organizadas por Japan Racing Association (JRA) y National Association of Racing (NAR). JRA es responsable de eventos de carreras de caballos en 10 de los grandes hipódromos de áreas metropolitanas en Japón, mientras que la NAR es responsable de los otros eventos de carreras de caballos. Este sistema de administración de las carreras de caballos es exclusivo de Japón.
Las principales carreras con apuestas de Japón se ejecutan en primavera, otoño e invierno. La carrera de caballos más prestigiosa que se disputa en Japón es la Japan Cup.